# Liste der Baudenkmäler in Zangberg

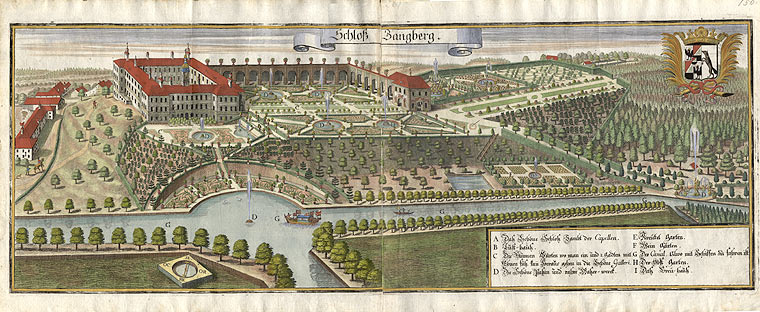
Michael Wening: Schloss Zangberg

Auf dieser Seite sind die Baudenkmäler in der oberbayerischen Gemeinde Zangberg zusammengestellt. Diese Tabelle ist eine Teilliste der Liste der Baudenkmäler in Bayern. Grundlage ist die Bayerische Denkmalliste, die auf Basis des Bayerischen Denkmalschutzgesetzes vom 1. Oktober 1973 erstmals erstellt wurde und seither durch das Bayerische Landesamt für Denkmalpflege geführt wird. Die folgenden Angaben ersetzen nicht die rechtsverbindliche Auskunft der Denkmalschutzbehörde.

## Einzeldenkmäler nach Ortsteilen

### Zangberg
| Lage                  | Objekt                                                                        | Beschreibung | Akten-Nr.     | Bild           |
| --------------------- | ----------------------------------------------------------------------------- | --- | ------------- | -------------- |
| Hofmark 1 (Standort)  | Ehemaliges Schloss Zangberg, seit 1862 Kloster St. Joseph der Salesianerinnen | Dreigeschossige barocke Vierflügelanlage mit Walmdächern um rechteckigen Innenhof, nach Brand 1684–1715 erbaut; östlich ehemalige Gartengalerie und sogenanntes Lusthaus, dreigeschossiger rechtwinklig angebauter Satteldachtrakt, von 1687, 1884–86 aufgestockt und ausgebaut; mit Ausstattung; Garten, ehemaliger barocker Schlossgarten, um 1687, seit 1862 Klostergarten; Klostermauer, massive teilweise verputzte Mauer, in Anlage und Ursprung um 1700, erneuert; Marienkapelle im Garten, neugotischer Satteldachbau, Ende 19. Jahrhundert; mit Ausstattung; Josephskapelle im Garten, kleiner Satteldachbau mit Glockenstuhl, nach 1945; mit Ausstattung; Brunnen, sogenannter Josephsbrunnen, runde historistische Brunnenanlage mit bekrönender bronzener Josephsfigur und Christusknabem, von Paul Sayer, 1873; Kapelle, hölzerner pavillonartiger Satteldachbau mit überlebensgroßer hölzerner Pietà, 1893 | D-1-83-151-2  | weitere Bilder |
| Hofmark 3 (Standort)  | Katholische Kuratie- und Klosterkirche Herz-Jesu                              | neugotische Emporenbasilika mit Westturm, von M. Geisberger, 1868/69, 1965 purifiziert; mit Ausstattung | D-1-83-151-1  | weitere Bilder |
| Hofmark 10 (Standort) | Ehem. Gästehaus des Klosters, sog. Herrenhaus                                 | zweigeschossiger Walmdachbau mit Hausmadonna, im Heimatstil, nach Plänen von Baumeister Max Albrecht, 1914. | D-1-83-151-21 | BW             |

### Atzging
| Lage                  | Objekt                    | Beschreibung                                                                                          | Akten-Nr.    | Bild |
| --------------------- | ------------------------- | --- | ------------ | ---- |
| Atzging 41 (Standort) | Getreidekasten und Stadel | Bundwerkstadel mit Flachsatteldach und eingebautem Blockbau-Getreidekasten, 1. Hälfte 19. Jahrhundert | D-1-83-151-3 | BW   |

### Emerkam
| Lage                  | Objekt      | Beschreibung                                                    | Akten-Nr.    | Bild |
| --------------------- | ----------- | --------------------------------------------------------------- | ------------ | ---- |
| Emerkam 12 (Standort) | Feldkapelle | offener kleiner Satteldachbau, bezeichnet 1893; mit Ausstattung | D-1-83-151-6 | BW   |

### Englhör
| Lage                  | Objekt                           | Beschreibung | Akten-Nr.    | Bild |
| --------------------- | -------------------------------- | --- | ------------ | ---- |
| Englhör 62 (Standort) | Wohnstallhaus eines Vierseithofs | zweigeschossiger Krüppelwalmdachbau mit profiliertem Traufgesims, um 1870; Stadel, ziegelsichtiger Krüppelwalmdachbau mit profiliertem Trauf- und Gurtgesims, um 1870 | D-1-83-151-7 | BW   |
| Englhör 62 (Standort) | Kapellenbildstock                | kleiner Satteldachbau mit Treppengiebel, Ende 19. Jh. | D-1-83-151-8 | BW   |

### Grön
| Lage                                                          | Objekt    | Beschreibung                          | Akten-Nr.    | Bild |
| ------------------------------------------------------------- | --------- | ------------------------------------- | ------------ | --- |
| Emerkamer Feld (westlich der Einöde an der Straße) (Standort) | Bildstock | gemauert, mit Putzgliederung, 18. Jh. | D-1-83-151-9 | [[Vorlage:Bilderwunsch/code!/C:48.28359,12.43734!/D:Emerkamer Feld (westlich der Einöde an der Straße), Bildstock!/\|BW]] |

### Moosen
| Lage                     | Objekt    | Beschreibung | Akten-Nr.     | Bild |
| ------------------------ | --------- | --- | ------------- | ---- |
| Moosen 31 (Standort)     | Haufenhof | Wohnstallhaus, zweigeschossiger Flachsatteldachbau mit Giebel-, Traufschrot und ausladender Hohlkehle, 1727; Stall, massiver Halbwalmdachbau mit ausladender Hohlkehle, 1841; Remise, zweigeschossiger Halbwalmdach mit profiliertem Traufgesims, 1849; Stadel, Ständerbohlenstadel mit steilem Satteldach und Bundwerk, um 1841 | D-1-83-151-13 | BW   |
| Moosen 31, 32 (Standort) | Bildstock | kleines Walmdachhäuschen mit Bildnischen, 18. Jh. | D-1-83-151-14 | BW   |

### Palmberg
| Lage                   | Objekt                                      | Beschreibung                                                                                      | Akten-Nr.     | Bild           |
| ---------------------- | ------------------------------------------- | ------------------------------------------------------------------------------------------------- | ------------- | -------------- |
| Palmberg 43 (Standort) | Katholische Filialkirche St. Peter und Paul | barocker Saalbau mit Polygonalchor, Lisenengliederung und Westturm, um 1690/1700; mit Ausstattung | D-1-83-151-15 | weitere Bilder |

### Weilkirchen
| Lage                      | Objekt                         | Beschreibung | Akten-Nr.     | Bild |
| ------------------------- | ------------------------------ | --- | ------------- | ---- |
| In Weilkirchen (Standort) | Glockenturm                    | rechteckiger verputzter Ziegelbau mit barocker Haube, wohl 15. Jh. | D-1-83-151-18 | BW   |
| Weilkirchen 1 (Standort)  | Kath. Filialkirche St. Georg   | gotischer Saalbau mit spätromanischem Chor und Dachreiter, Chor frühes 13. Jh., Langhaus 15. Jh., 2. Hälfte 18. Jh. barockisiert; mit Ausstattung | D-1-83-151-17 | BW   |
| Weilkirchen 2 (Standort)  | Ehem. Bauernhaus               | zweigeschossiger Flachsatteldachbau mit Blockbau-Obergeschoss und Lauben, Mitte 18. Jh.; Stadel, kleiner Ständerbohlenstadel mit Satteldach, frühes 19. Jh., mit Garageneinbauten.                                                                   | D-1-83-151-19 | BW   |
| Weilkirchen 4 (Standort)  | Haufenhof, sog. Thurneranwesen | Stockhaus, erdgeschossiger Blockbau mit Kniestock, Flachsatteldach und Giebellaube, 17. Jh.; Getreidekasten, zweigeschossiger Blockbau mit Satteldach und Backofen, 17. Jh.; Stadel, Ständerbohlenbau mit Satteldach und Bundwerk, 1. Hälfte 19. Jh. | D-1-83-151-20 | BW   |

## Ehemalige Baudenkmäler
In diesem Abschnitt sind Objekte aufgeführt, die früher einmal in der Denkmalliste eingetragen waren, jetzt aber nicht mehr. Objekte, die in anderem Zusammenhang also z. B. als Teil eines Baudenkmals weiter eingetragen sind, sollen hier nicht aufgeführt werden. Aktennummern in diesem Abschnitt sind ehemalige, jetzt nicht mehr gültige Aktennummern.

| Lage                    | Objekt    | Beschreibung                                                              | Akten-Nr.     | Bild |
| ----------------------- | --------- | ------------------------------------------------------------------------- | ------------- | ---- |
| Permering 18 (Standort) | Bildstock | kleines Satteldachhäuschen mit zwei Nischen übereinander, 19. Jahrhundert | D-1-83-151-16 | BW   |